# Сфінкс (обсерваторія)
Обсерваторія Сфінкс — це астрономічна обсерваторія, розташована над Юнгфрауйох у Швейцарії, та дослідницька станція «Дослідницьких станцій Високих Альп Юнгфрауйох та Горнерграт» (нім. Hochalpine Forschungsstationen Jungfraujoch und Gornergrat). Вона названа за Сфінксом, вершиною, на якій стоїть. При висоті 3 571 м.н.м., вона є однією з найвищих обсерваторій світу.

## Історія та функція

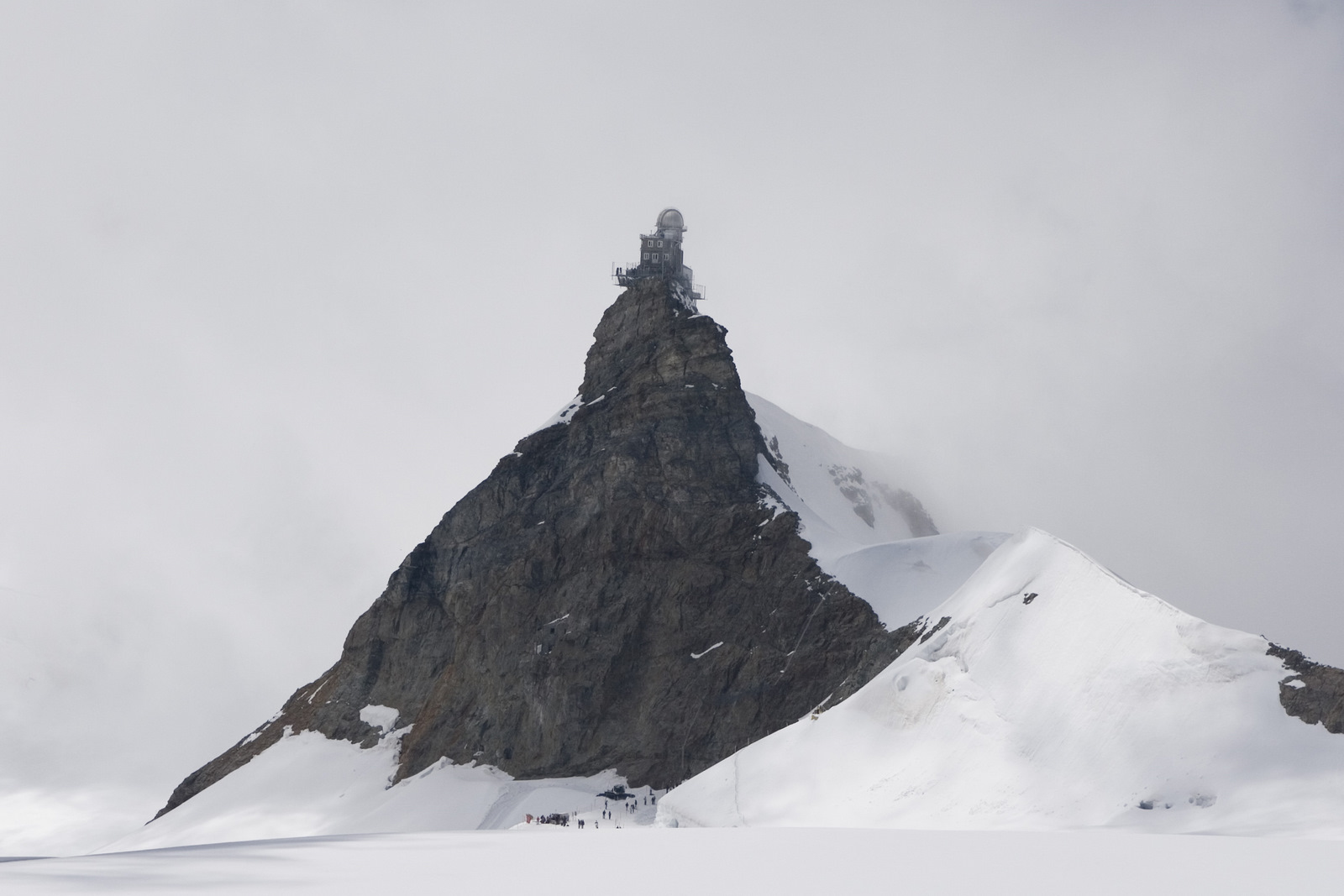
Вид на вершину Сфінкс на обсерваторію. Внизу вершини можна побачити вихід на льодовик зі станції Юнгфрауйох та її відвідувачів

Разом з концесією на будівництво залізниці Юнгфрау в 1894 році її засновник Адольф Гайєр-Целлер отримав і право побудувати дослідницьку станцію. Але будівництво дослідницької станції, де б провадили дослідження з метеорології, гляціології, радіаційного випромінювання, астрономії, фізіології та медицини, та будинку для 13 дослідників розпочалось лише 04 липня 1931 року. Проєкт розробило архітектурне бюро «Gebrüder Pfister». В 1937 році будівництво обсерваторії Сфінкс з телескопом діаметром 76 см було завершено. В 1950 році було побудовано купол для астрономічних спостережень, який з того часу неодноразово модернізувався сучасними науковими розробками.
Погодна станція на самому краю гребеня на головному погодному поділі Альп є не лише однією зі станцій, обладнаних найсучаснішим обладнанням, у світі, а й однією з найвищих станцій в Європі, де тривалий час проживають люди. З 1980 року станція включена до автоматичної вимірювальної мережі ANETZ Федерального офісу метеорології та кліматології Швейцарії й кожні 10 хвилин посилає результати вимірів 25 погодних елементів на головний офіс в Цюриху. Попри автоматизацію, і до сьогодні двоє людей наглядають за роботою станції. Вони доповнюють регулярно результати автоматичних спостережень своїми власними спостереженнями за хмарами та характером погоди кожні три години в період часу з 6 до 18 годин.
Важливе значення має також і вимірювання радіаційного випромінювання та багаторічні дослідження зміни забрудненості повітря внаслідок діяльності людини на значних висотах, віддалених від місця забруднення.

## Оглядовий майданчик

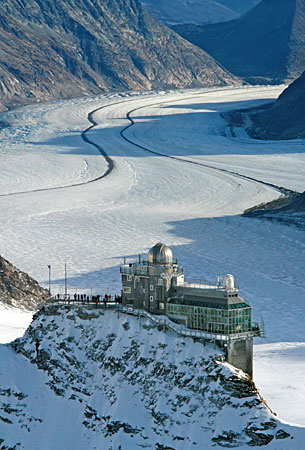
Вид на обсерваторію, Поле вічного снігу та Алецький льодовик

Оскільки будівля обсерваторії доступна громадськості завдяки залізниці Юнгфрау та ліфту висотою 111,4 м, вона слугує не лише вченим, а і є другим найвищим вільним оглядовим майданчиком Швейцарії. Власне оглядовий майданчик йде по периметру будівлі обсерваторії. З нього відкриваються чудові краєвиди на оточуючі гори, силуети яких разом з назвами можна побачити на інформаційних табличках, закріплених на огорожі майданчика, в тому числі на гори Юнгфрау, Мьонх, Айгер, розташовані всього в декількох кілометрах, та на льодовики між ними, зокрема Великий Алецький льодовик. За хорошої погоди відвідувачі можуть також на горизонті побачити території Німеччини, Франції, Італії.

## Фільми
Обсерваторія з'явилася в боллівудському фільмі "Ккріш 3" (англ. Krrish 3), як лабораторія Каала (головного злодія фільму).